# Еспостоя
Еспостоя, Еспостоа (Espostoa) — рід сукулентних рослин з родини кактусових.

## Етимологія

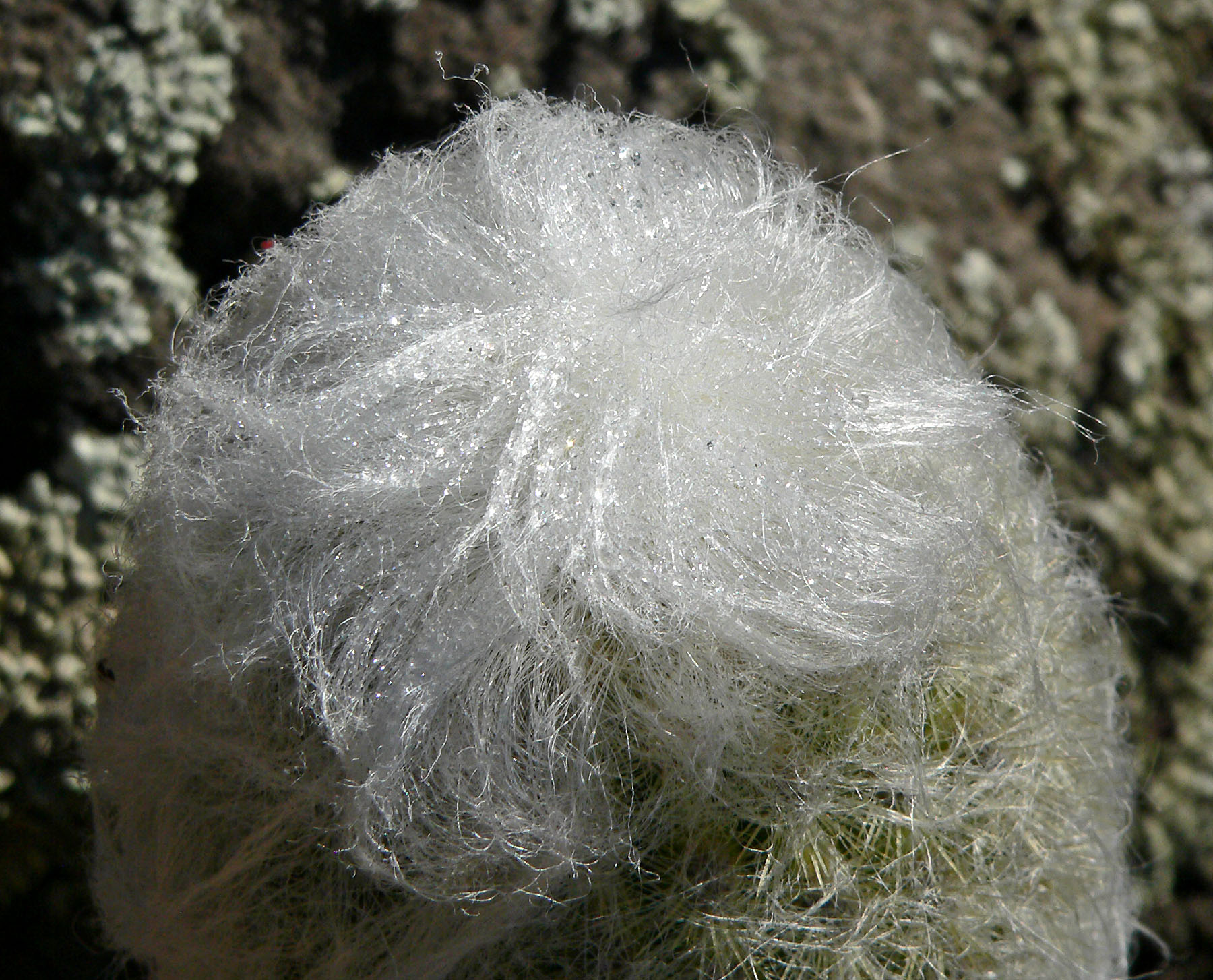
Верхівка Espostoa nana

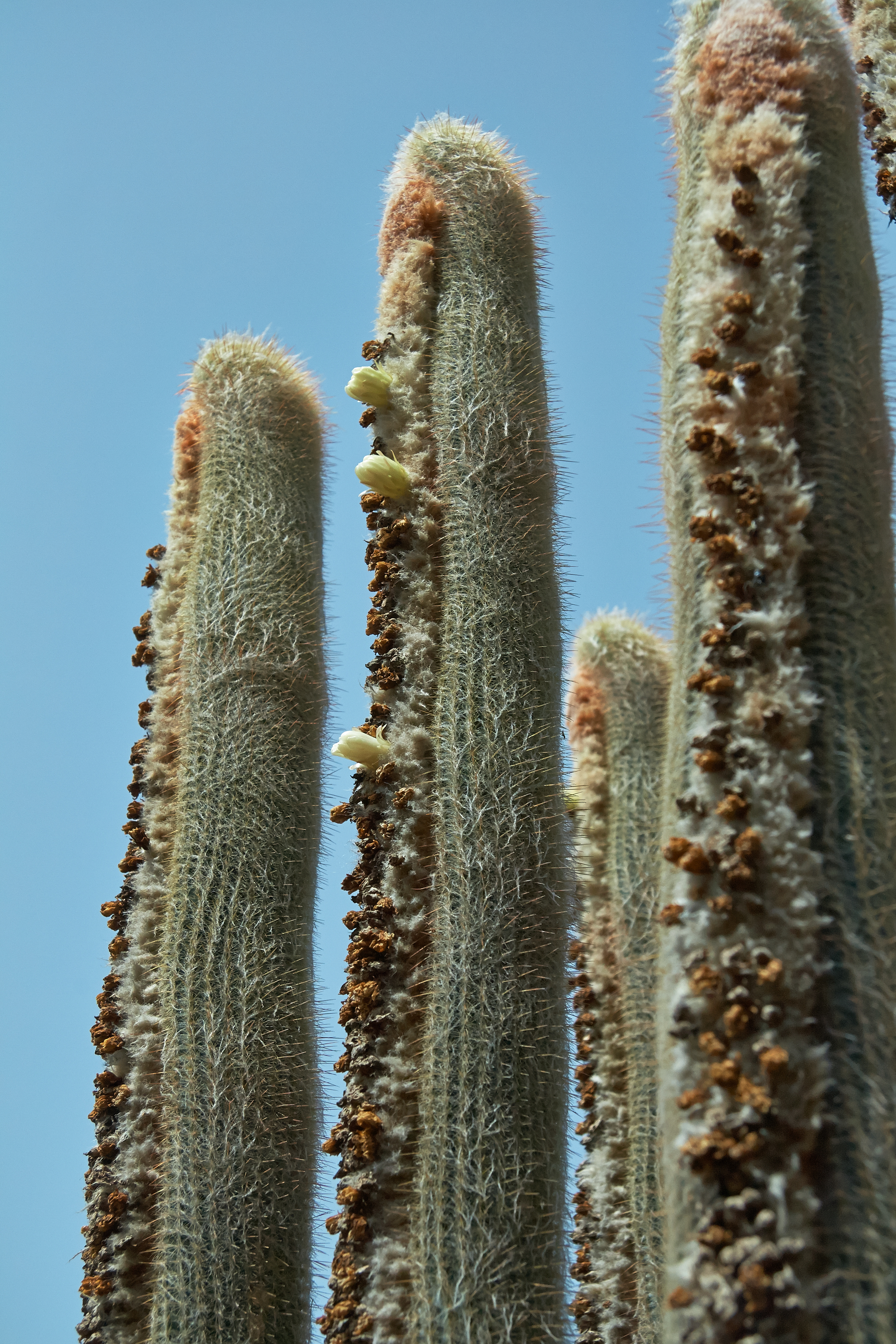
Квітки Espostoa lanata, що з'являються з бічного псевдоцефалія

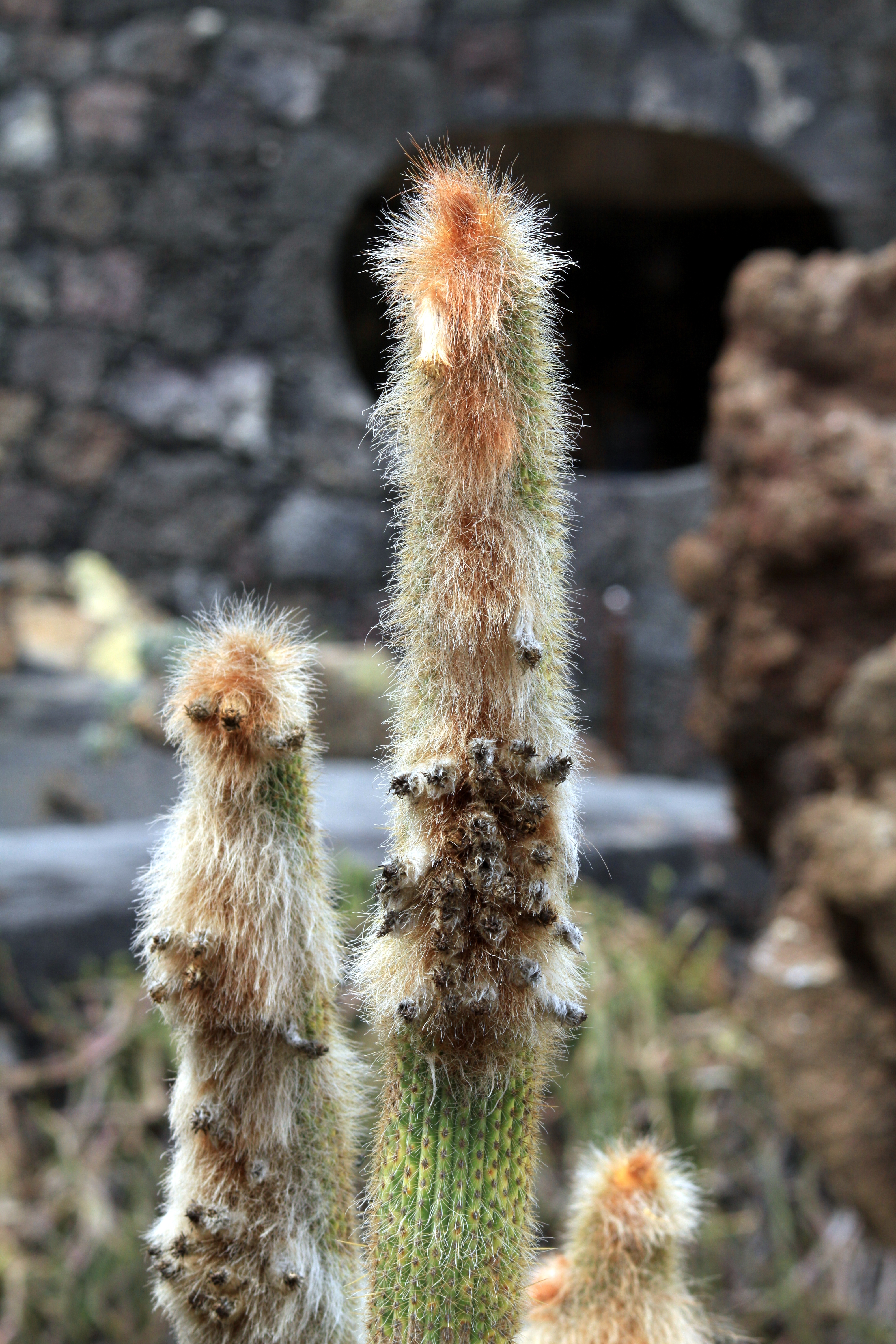
Espostoa guentheri з плодами

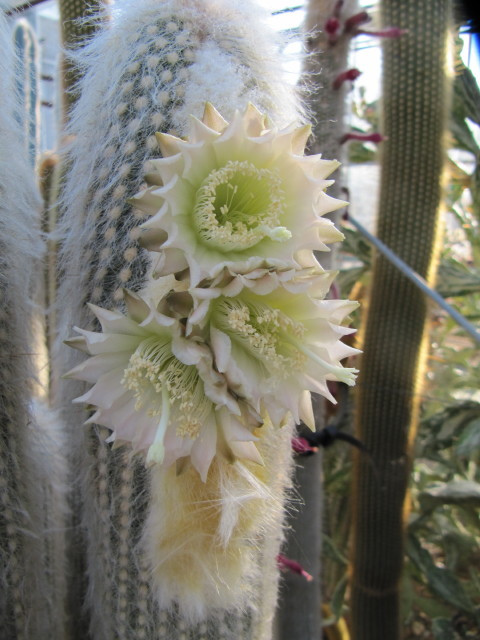
Квітки Espostoa ritteri

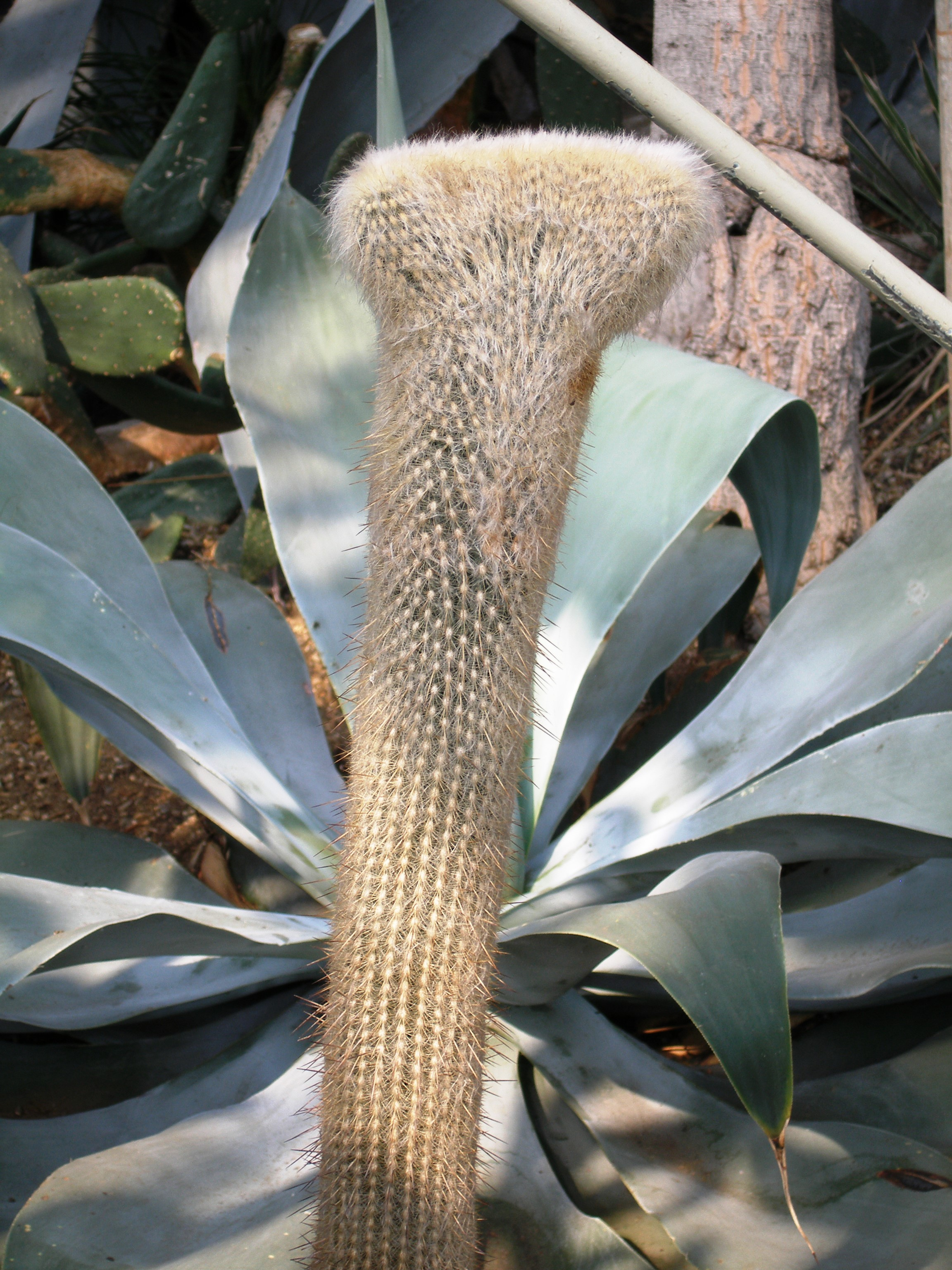
Espostoa lanata з кристатною верхівкою

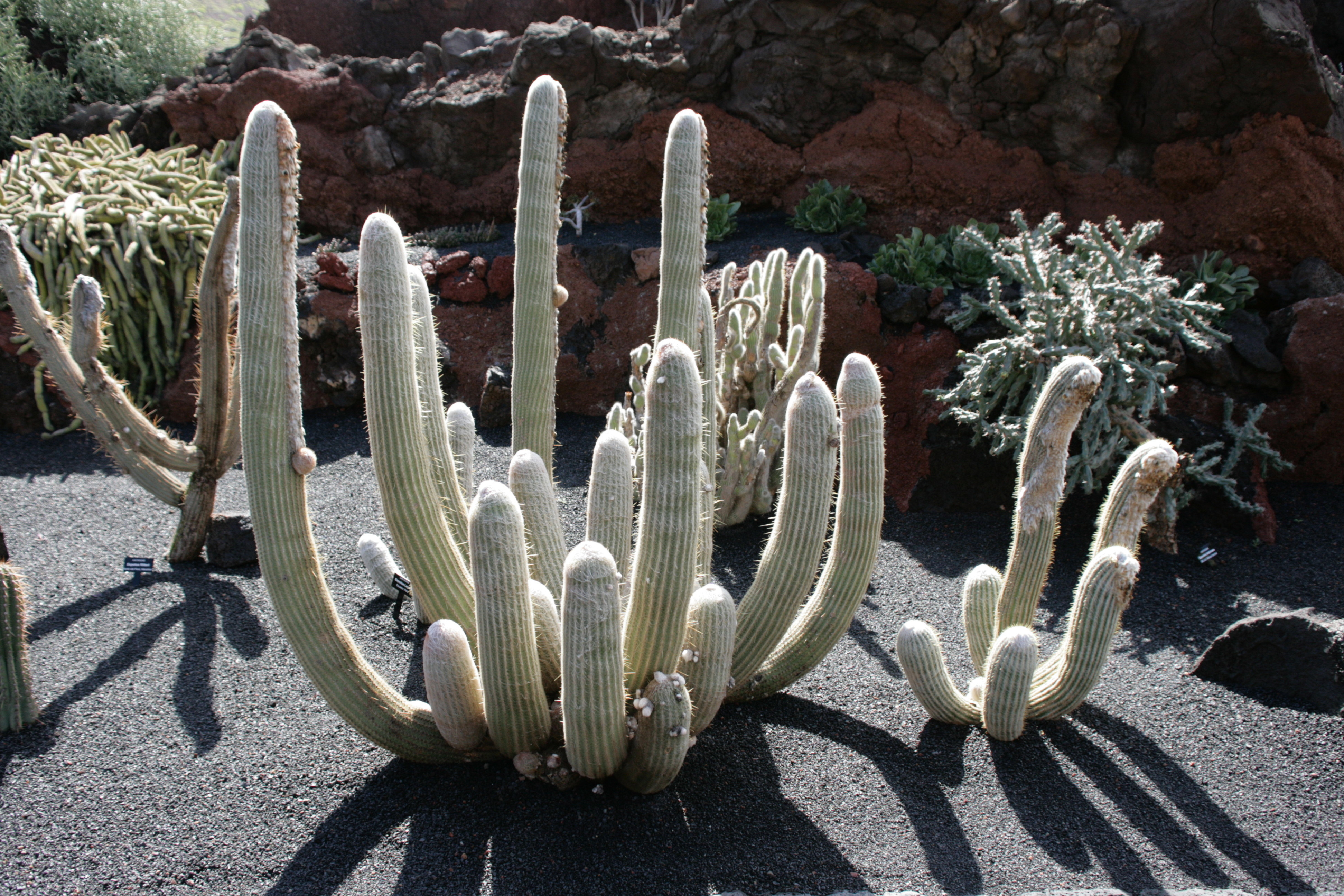
Espostoa melanostele в «Саду кактусів» в Тегісе, Канарські острови, Іспанія

Рід названий на честь Ніколаса Еспосто (ісп. Nicolas Esposto) — перуанського ботаніка, який працював в Національній школі агрономії в Лімі.

## Історія систематики
Цей рід був описаний Бріттоном і Роузом у 1920 році.

## Ареал та екологія
Ареал Espostoa охоплює прикордонні з Перу райони Еквадору, північ і центр самого Перу, а віднесений недавно до роду Espostoa рід Vatricania виростає на півдні Болівії. Найчастіше еспостоа зустрічаються на крутих кам'янистих стінах річкових розпадків або на пологих схилах замкнутих гірських долин на висоті від 1000 до 2500 м над рівнем моря. Найчисленніша субпопуляція цих рослин розташована у верхів'ях річки Мараньйон, на висоті 1400—1600 м над рівнем моря.

## Загальна біоморфологічна характеристика
Деревоподібні рослини зі стовбоподібними стеблами, що з віком розгалужуються у вигляді канделябра, 2-7 м заввишки, зі штамбом 30-60 см в діаметрі і сірувато-зеленими бічними пагонами 5-15 см в діаметрі. Пагони вкриті густими тонкими білими волосками, які утворюють на верхівці інтенсивне шерстисте опушення. Серцевина стебел жорстка. Ребра — численні (20-30) прямі, низькі і тупі. Оскільки близькорозташовані ареоли в еспостой густо опушені безліччю тонких і довгих волосків, у природі, порослі цими кактусами схили, здаються вкритими снігом.
Радіальні колючки (20-40) від світло-жовтих до червонуватих, тонкі, прямі, 0,5-1 см завдовжки. Центральні колючки (1-5) жовті, сірі, червоно-коричневі, жорсткі, шилоподібні, 1-4 см завдовжки. На бічній поверхні стебел в зоні цвітіння утворюється односторонній псевдоцефалій, що складається з білих густих довгих шерстистих волосків. Квітки нічні, білі або рожеві, воронкоподібні, 4-5 см завдовжки і в діаметрі, з'являються у верхній частині бічного псевдоцефалія. Плоди — густо опушені, до 4 см завдовжки. Насіння — дрібне, чорне, матове.

## Культивування
Через обмеженість площ аматорських колекцій, для утримування в закритих приміщеннях придатні тільки молоді екземпляри цього роду, але через щільне, біле опушення стебел, вони прикрашають будь-яку колекцію.
Еспостоа добре ростуть на відкритому сонячним променям місці, потребують свіжого повітря і помірного поливу. Непогано почуваються і в напівтіні. Субстрат для їх утримання має бути пухким, водопроникним, добре дренованим. Може бути складений з 40 % рівних частин листової і дернової землі, до 40 % гравійних складових, решта — наповнювачі з додаванням комкової глини і вапняних порід. Влітку поливають рослини помірно, взимку ж містять сухо при температурі 8-12 °C. Навесні еспостоа повільно виходять зі стану зимового спокою, тому надмірна вологість субстрату може привести до загнивання коренів.
Розмножуються ці рослини насінням або укоріненням бічних пагонів. Обидва способи не вимагають якихось специфічних технологій. Особливу цінність являють кристатні форми рослин, які вирощують, прищепюючи на інші кактуси.